# 日本ディープラーニング協会
一般社団法人日本ディープラーニング協会（にほんディープラーニングきょうかい、英語: Japan Deep Learning Association）は、ディープラーニングを事業の核とする企業が中心となり、ディープラーニング技術を日本の産業競争力につなげていこうという意図のもと設立された一般社団法人である。
協会内の人材育成委員会が、G検定およびE資格の試験作問および実施を行う。